# Kraftwerk Ybbs-Persenbeug
Das Kraftwerk Ybbs-Persenbeug ist ein Laufkraftwerk an der österreichischen Donau im Bundesland Niederösterreich. Es liegt am Ende des Strudengaus zwischen Ybbs an der Donau und Persenbeug und wurde in den 1950er Jahren erbaut.

## Geschichte
Die ersten Planungen für das Kraftwerk Ybbs-Persenbeug gab es Anfang der 1920er-Jahre. Neben der Energieproduktion sollte damit auch für die Schifffahrt der Wasserspiegel bei den Felsschwellen im Strudengau – analog auch beim Aschacher Kachlet – angehoben werden. Ein Vorprojekt plante 1924 der Schweizer Zivilingenieur Oskar Höhn. Darauf basierend erhielt das Syndikat für das Donaukraftwerk Ybbs-Persenbeug eine Konzession für 90 Jahre durch das Österreichische Landwirtschaftsministerium. Die wasserrechtliche Bewilligung folgte 1936 für die Sydndikatsmitglieder Österreichische Creditanstalt, Wiener Bankverein und Oskar Höhn. Nach dem „Anschluss“ Österreichs an das Deutsche Reich übernahm die Rhein-Main-Donau AG das Projekt mit dem Ziel, bis 1943 das Kraftwerk in Betrieb zu nehmen. 1938 begannen die vorbereitenden Bauarbeiten. Im August 1939 waren die ersten Spundwände gerammt, als die Bauarbeiten kurz vor Beginn des Zweiten Weltkriegs eingestellt wurden. Es folgte auf Intervention von Arno Fischer der Beschluss, das Kraftwerk umzuplanen, um statt eines konventionellen Kraftwerkes mit Kaplanturbinen ein Unterwasserkraftwerk der Bauweise Arno Fischer, bei einer Erhöhung des Stauzieles um 1,5 Meter, zu errichten. Im Jahre 1943 wurden die Bauarbeiten im Fluss wieder aufgenommen und Ende 1943 erneut eingestellt.
Den endgültigen Bau begann nach 55 Projektvarianten und der endgültigen Umplanung auf Kaplan-Turbinen die Österreichische Donaukraftwerke AG (DoKW) im Jahre 1954, wobei aus dem Architektenwettbewerb Karl Hauschka als Sieger hervorging. Zuvor musste noch im Sommer 1953 die Freigabe der beschlagnahmten deutschen Baustelleneinrichtung durch die sowjetische Besatzungsmacht vereinbart werden. Die Stauanlage wurde im Strombett in Nassbauweise errichtet. Nach fünfjähriger Bauzeit wurde 1959 das erste Wasserkraftwerk der Österreichischen Donaukraftwerke AG eröffnet und als Symbol des österreichischen Wiederaufbaus in den Nachkriegsjahren und der Zweiten Republik gefeiert.
In den 1990er-Jahren baute der Betreiber DoKW bei weiterlaufendem Vollbetrieb einen zusätzlichen siebenten Maschinensatz ein, welcher 1996 in Betrieb ging. Die DoKW wurde 1999 in die Austrian Hydro Power AG umgewandelt.
Im Jahr 2012 wurde projektiert, die sechs stehenden Kaplanturbinen sowie die Leittechnik und die Steuerung zu tauschen. Mit geplantem Abschluss Ende 2020 sollte eine Leistungssteigerung von 6 % erzielt werden. Der Tausch der ersten Turbinen-Generator-Einheit erfolgte 2014, der der fünften am 18. Mai 2021, der der sechsten und letzten war für September 2021 vorgesehen. Für Ende 2022 war der Abschluss des Projekts geplant, es war eine Investition von 144 Millionen Euro. Getauscht wurde jeweils das Turbinenlaufrad mit 7 m Durchmesser. Ebenfalls von oben unter Zusammenwirken beider Portalkräne eingehoben wurde der (ohne Achse) 236 t schwere Generatorrotor mit 10 m Durchmesser. Am 7. Oktober 2022 wurde mit der Inbetriebnahme der neuen Maschine Nr. 1, mit fünfflügeliger Kaplanturbine, die Erneuerung feierlich abgeschlossen.

## Technische Beschreibung

### Stauanlage
Die 460 m lange Staumauer staut die Donau bei Stromkilometer 2.060,42 auf eine Länge von rund 34 km bis zu einer Höhe von 10,9 m auf. Der Inhalt des Stauraumes beträgt ca. 74 Mio. m³, das Stauziel liegt auf einer Seehöhe von 226,2 m.

Am linken, nördlichen Ende der Staumauer liegen die beiden Schleusen mit jeweils einer nutzbaren Länge von 230 m und einer nutzbaren Breite von 24 m.

Das Wehr besteht aus fünf Wehrfeldern mit einer Breite von jeweils 30 m und befindet sich in der Mitte der Staumauer.

### Maschinenhaus
Ursprünglich wurden je ein Maschinenhaus links (Nordkraftwerk) und rechts (Südkraftwerk) der Wehranlage errichtet. Darin erzeugen sechs Maschinensätze elektrischen Strom für das öffentliche Stromnetz und zwei kleinere Maschinensätze Strom für den Eigenbedarf des Kraftwerkes. Der in den 1990er-Jahren eingebaute Maschinensatz 7 erhielt ein neues Maschinenhaus beim Südufer.
|                          | Maschinensätze 1–4, 6 | Maschinensatz 5 | Eigenbedarfs- maschinensätze | Maschinensatz 7    |
| ------------------------ | --------------------- | --------------- | ---------------------------- | ------------------ |
| Turbinen                 |                       |                 |                              |                    |
| Typ                      | Kaplan-Turbine        | Kaplan-Turbine  | Kaplan-Turbine               | Kaplan-Rohrturbine |
| Anordnung                | senkrecht             | senkrecht       | senkrecht                    | waagrecht          |
| Nennleistung in kW       | 32.300                | 33.800          | 1.765                        | 48.000             |
| Nenndurchfluss in m³/s   | 350                   | 350             |                              | 500                |
| Durchmesser Laufrad in m | 7,4                   | 7,6             |                              | 7,5                |
| Nenndrehzahl in 1/min    | 68,2                  | 75,0            |                              | 75,0               |
| Drehstromgeneratoren     |                       |                 |                              |                    |
| Nennleistung in kVA      | 45.000                | 45.000          |                              | 46.000             |
| Nennspannung in Volt     | 10.300                | 10.300          |                              | 8.000              |

Insgesamt verfügt das Kraftwerk über eine Engpassleistung von 236,5 MW.
Bei einem Ausbaudurchfluss von 2.650 m³/s beträgt das Regelarbeitsvermögen jährlich 1.335,9 Mio. kWh.

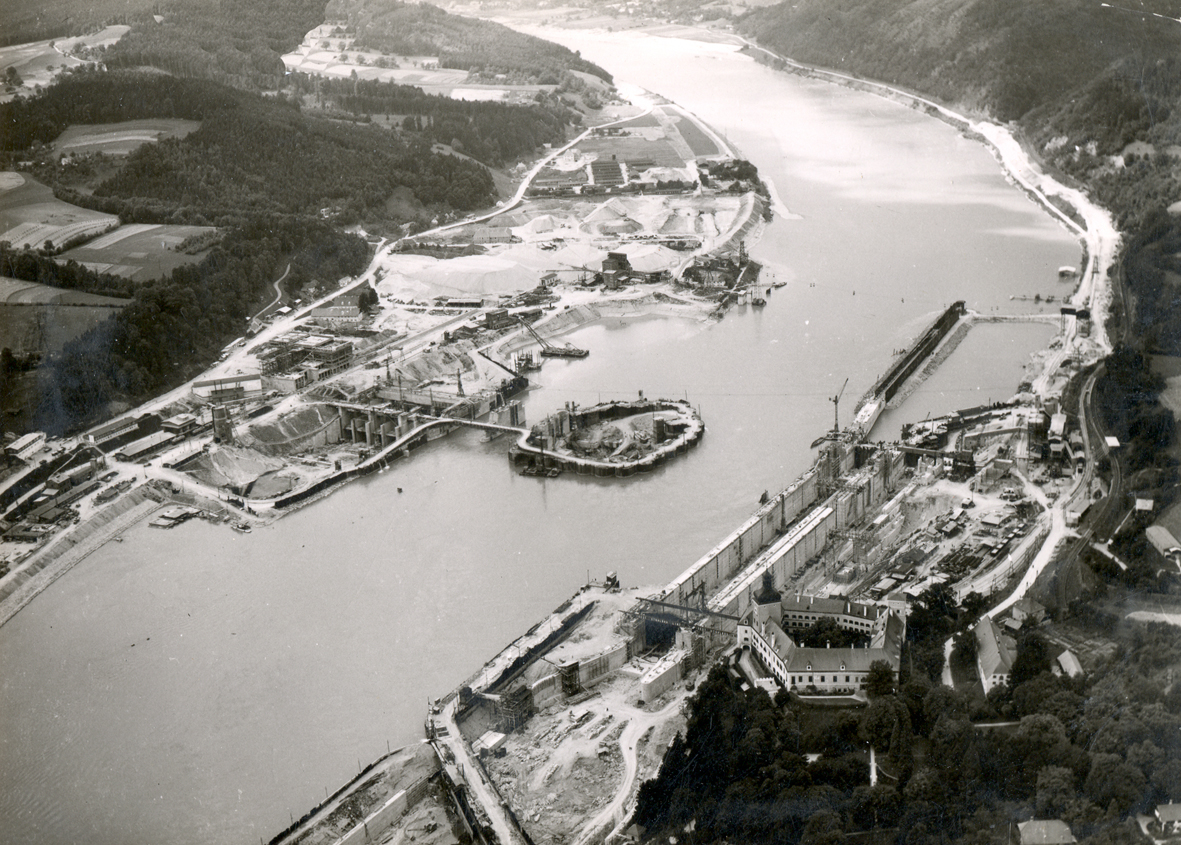
Baustelle, im Bild rechts am linken Ufer Schloss Persenbeug und eine Schleusenkammer (1956)
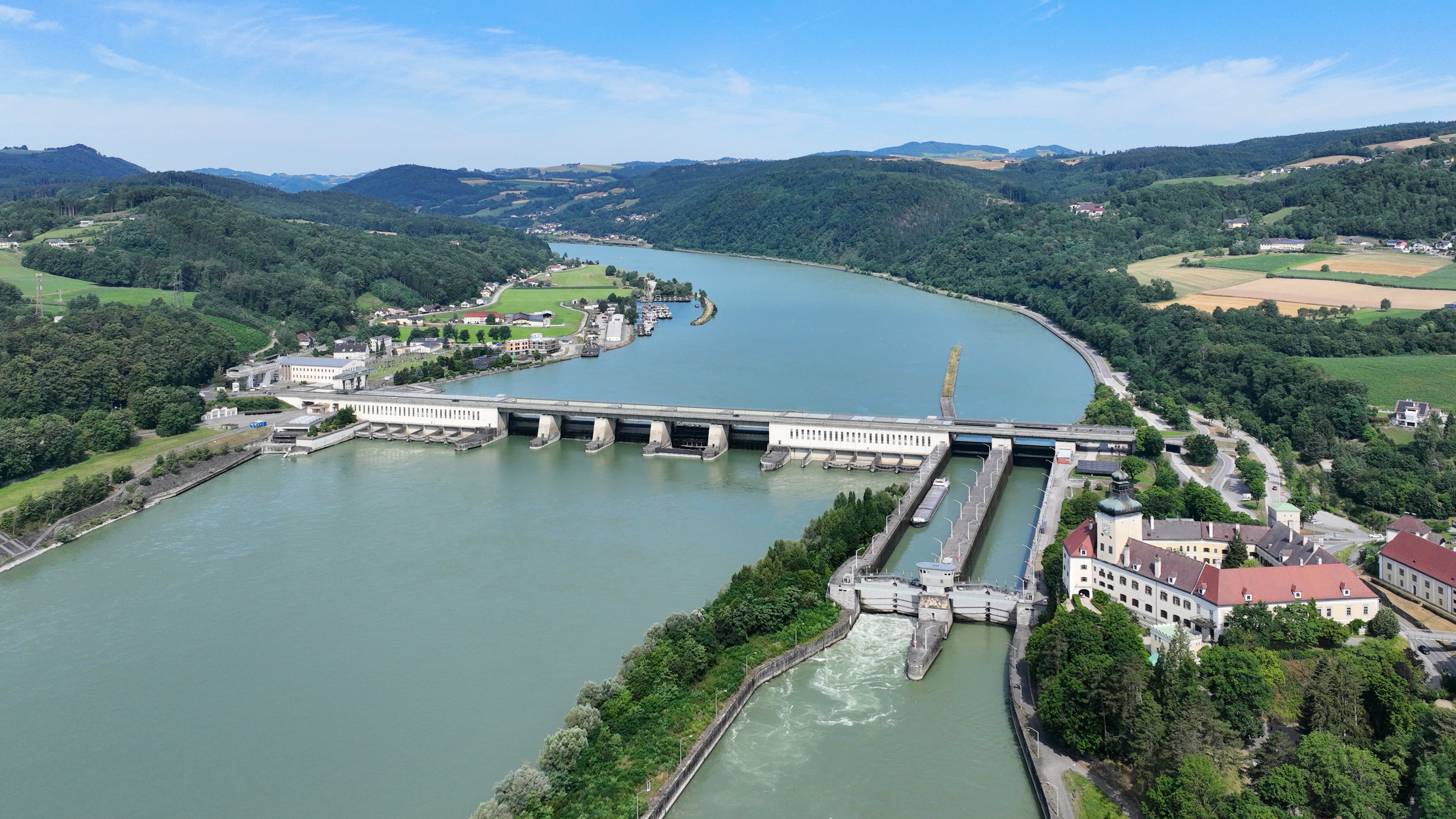
Gesamtansicht von Ostsüdost flussaufwärts, mittig fünf Wehrfelder (2023)
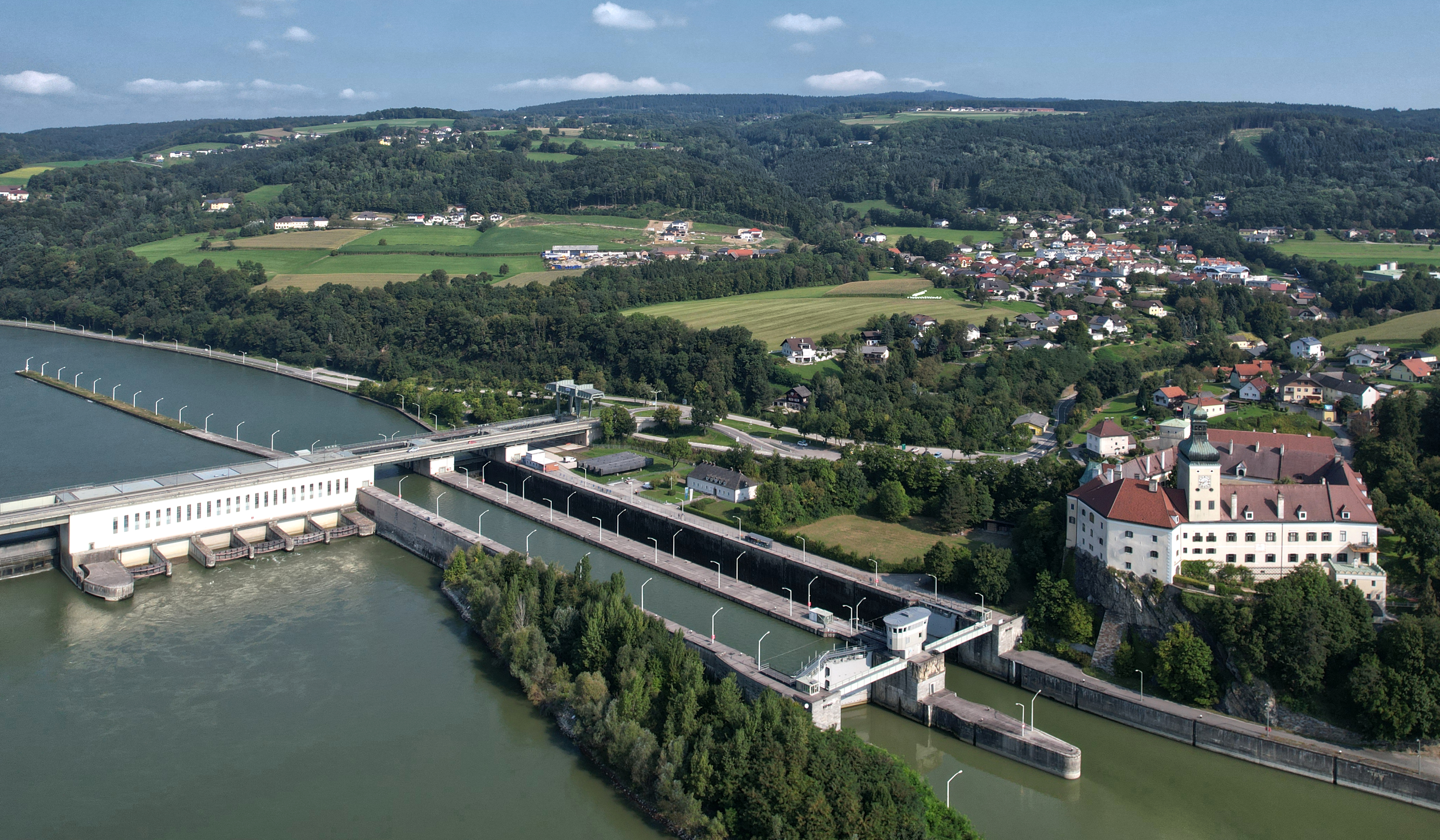
Schleusenpaar des Kraftwerks und Schloss Persenbeug (2021)
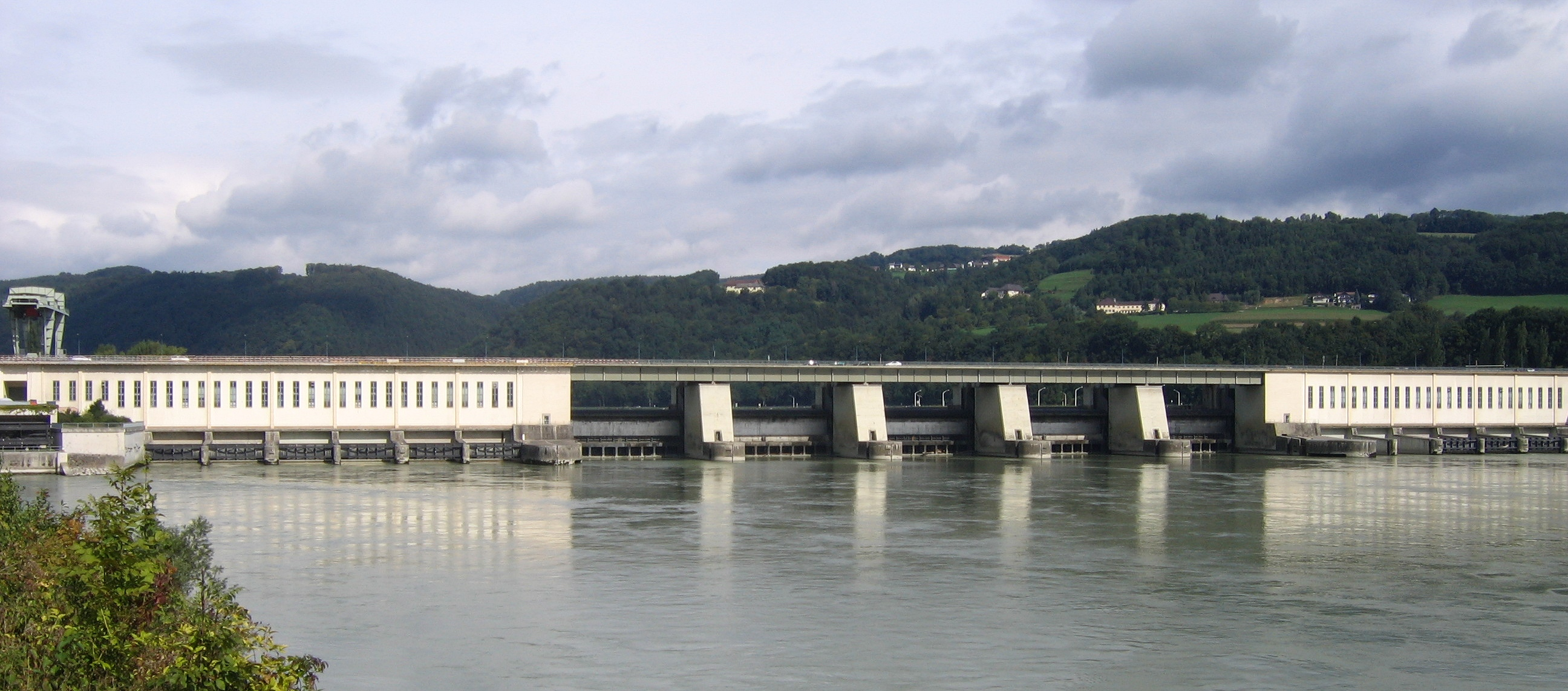
Blickrichtung stromaufwärts (2006)
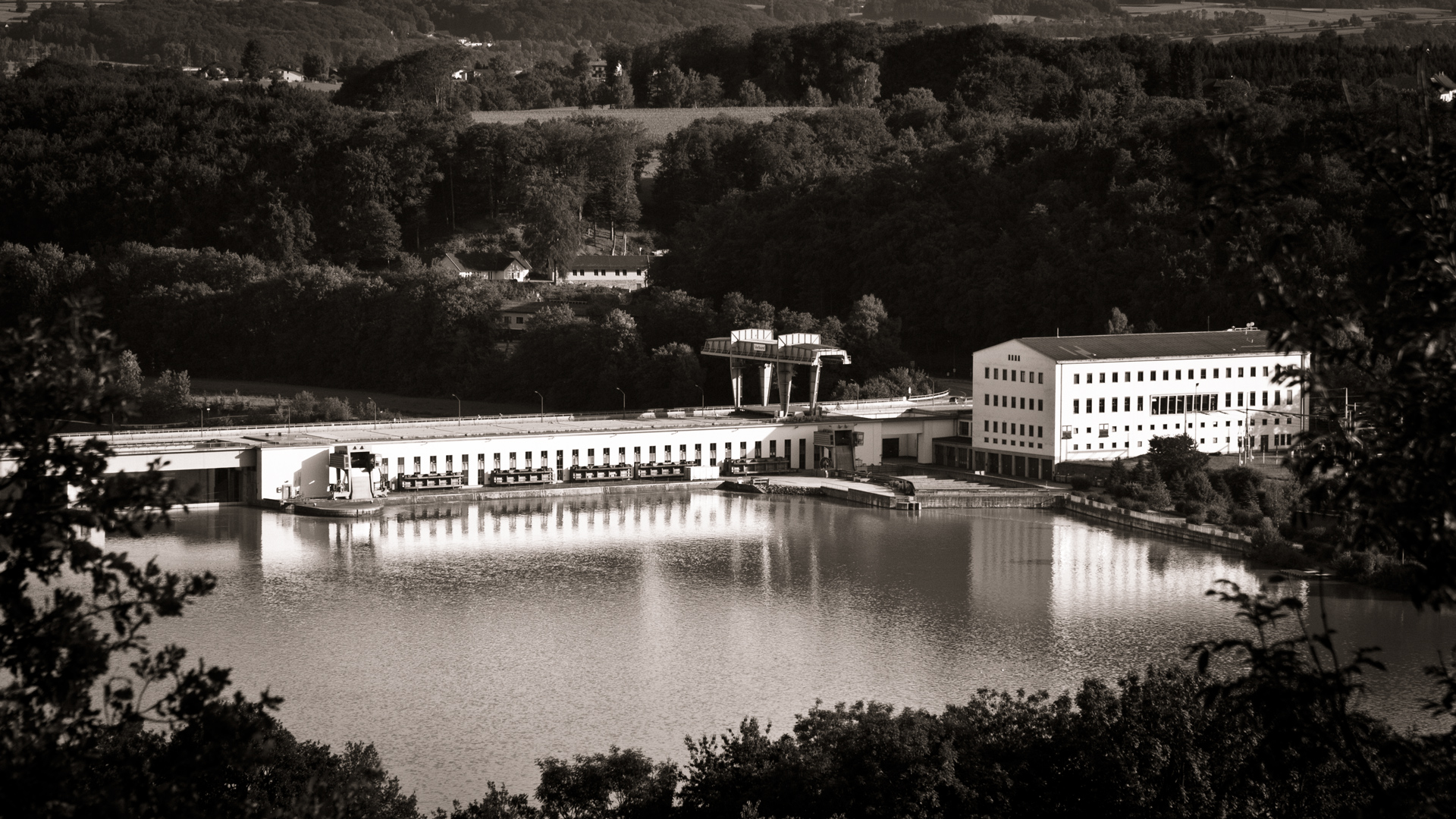
Südkraftwerk, Blickrichtung stromabwärts (2011)
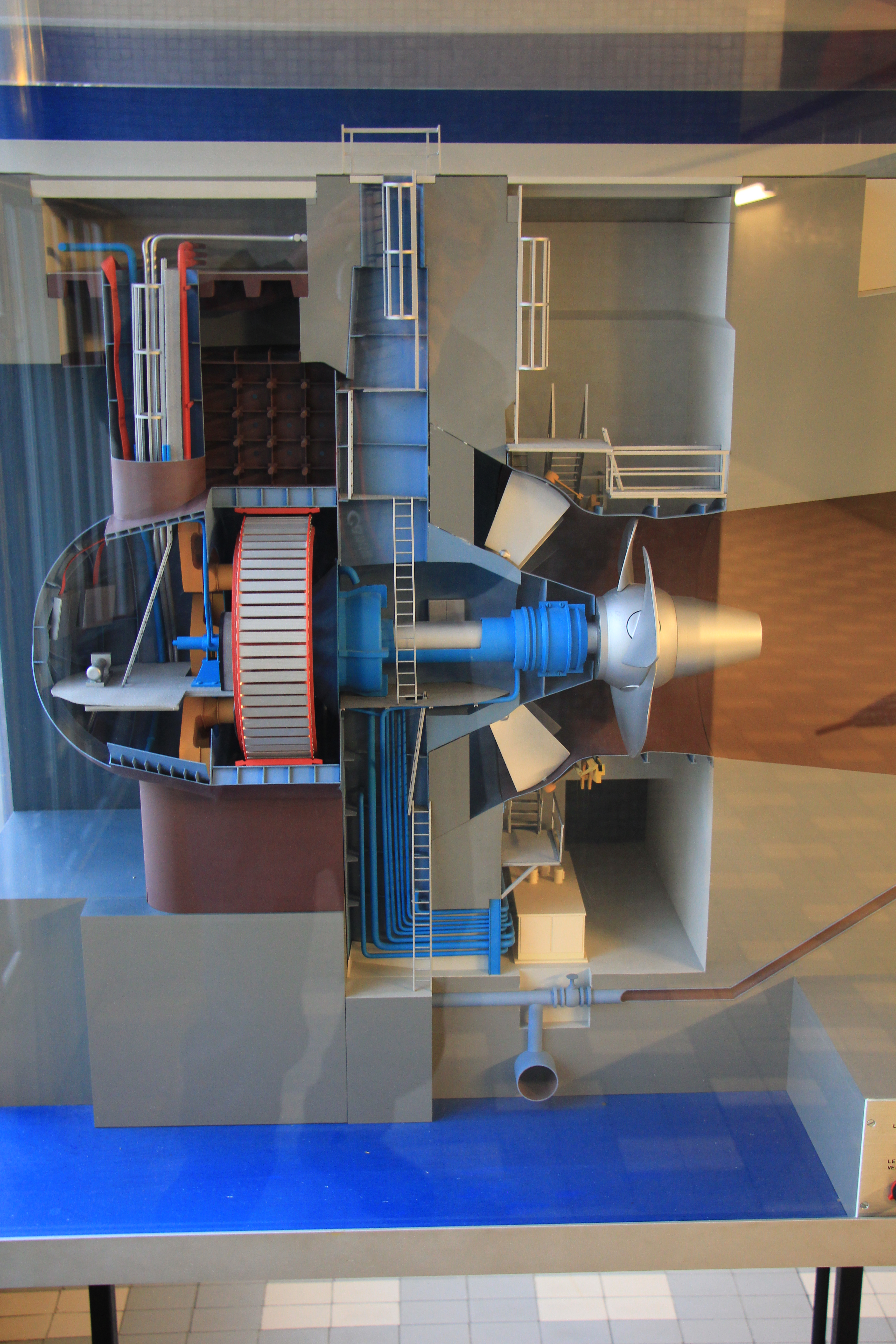
Modell der Kaplan-Rohrturbine 7 aus den 1990er-Jahren (2016)

## Verkehr
Bis 1959 war der Wasserweg im Strudengau – wegen hoher Fließgeschwindigkeit und Wirbel („Strudel“) – sehr gefährlich und in der Schifffahrt gefürchtet. Das Stauwerk entschärfte diesen Streckenabschnitt durch Aufstau dauerhaft. Schiffe überwinden es durch zwei parallel liegende Schleusen. Die Strecke ist Teil der internationalen Wasserstraße vom Rhein bis zum Schwarzen Meer.
Als einziges Donaukraftwerk in Österreich bildet das Bauwerk – und zwar seit der Errichtung – auch eine Straßenbrücke im Zuge einer Landesstraße B. Die Erlauftal Straße (B25) beginnt in Persenbeug am linken, nördlichen Ufer und führt zur Stadt Ybbs rechts der Donau und weiter südwärts bis in die Steiermark. Über diese Brücke verläuft auch der Eisenwurzenweg, ein österreichischer Weitwanderweg.
Im Oberwasser wird das enge Tal an beiden Ufern durch relativ steil hochlaufenden Fels gebildet, wodurch das Kraftwerk trotz relativ hohen Aufstaus ohne Nebengerinne auskommt.